# Єнські романтики
Єнські романтики — група діячів романтичного руху, які зібралися в 1796 році в університетському місті Єна. Серед них можна виділити таких відомих літераторів, як брати Август Вільгельм і Фрідріх Шлегель, Людвіг Тік, Новаліс. Вони починають випускати журнал «Атенеум», де формулюють власну естетичну програму. Діяльність єнської школи знаменувала собою перший етап у розвитку німецького романтизму.

## Теоретичні ідеї єнських романтиків
Найбільш значна роль у створенні теорії романтичного мистецтва належала братам Шлегелям. Вони вимагали повної свободи для художника. Слідом за Гердером Шлегелі відстоюють ідею історичного розвитку мистецтва, сучасну фазу якого вони вбачають у романтизмі. «Романтична поезія є прогресивна універсальна поезія», — пише Фрідріх Шлегель. У своїх берлінських і віденських лекціях Август Вільгельм Шлегель наполягає на характері романтичного мистецтва, що перетворює дійсність.
Принцип свободи, який проголошували німецькі теоретики романтизму, на практиці означав необмежене індивідуальне свавілля, а в мистецтві — цілковиту сваволю творчої особистості.

## Романтична іронія
Одним із важливих положень естетики Фрідріха Шлегеля стала теорія романтичної іронії. На противагу однобічній серйозності просвітницького мислення іронія розкривала відносну цінність життєвих явищ. В іронії цього типу «все повинно бути жартом і все повинно бути всерйоз». «Вона викликає в нас почуття неможливості й необхідності всієї повноти висловлювання», - писав Фрідріх Шлегель.
Виростаючи з критичного ставлення до дійсності, романтична іронія на практиці часто призводила до крайнього суб'єктивізму, але принцип відносності існуючих цінностей і понять, який вона стверджувала, ніс у собі раціональне начало.
У своїх філософських пошуках єнські романтики звернулися насамперед до філософії Канта і дійшли висновку, що пізнання насамперед є самопізнанням. Особистість творить свій світ. Вони звернулися до ідей Фіхте. Абсолютне «Я» Фіхте трактували як «Я» окремої особистості, вважаючи її безмежно вільною. Єнські романтики стверджували першорядне значення мистецтва у всесвіті загалом, а центром цього всесвіту — особистість художника, який силою своєї уяви творить світ.
Незабаром після смерті Новаліса 1801 року єнська група розпадається. На зміну їй приходить гейдельберзька школа.